# Ødbert Bjarnholt
Ødbert Einar Bjarnholt (24 décembre 1885 – 3 janvier 1946) est un footballeur danois, évoluant comme attaquant.

## Biographie
Il fait partie des joueurs danois retenus pour disputer les Jeux olympiques de 1908. Il se trouve parmi les réservistes et son équipe remporte la médaille d'argent. 
Il est ensuite international danois à deux reprises : le 21 octobre 1911 contre l'Angleterre puis le 17 mai 1914 contre les Pays-Bas.

## Palmarès
Danemark
- Jeux olympiques :
  -  Argent : 1908.